# Felix Mambimbi
Felix Khonde Mambimbi (Friburgo, 18 gennaio 2001) è un calciatore svizzero di origini congolesi, attaccante del Le Havre.

## Caratteristiche tecniche
È un esterno offensivo brevilineo adattabile su entrambe le fasce dotato di grande accelerazione ed imprevedibilità.

## Carriera

### Club
Nato a Friburgo da una famiglia di origine congolese, ha iniziato a giocare a calcio presso la squadra locale dello Schoenberg per poi trasferirsi nel 2014 allo Young Boys. Il 17 febbraio 2019 ha debuttato in prima squadra disputando i minuti finali dell'incontro di Super League vinto 2-0 contro lo Zurigo ed il 10 settembre seguente ha rinnovato il proprio contratto con il club giallonero fino al 2022, venendo promosso definitivamente in prima squadra.
Il 19 ottobre seguente ha trovato la prima rete in carriera segnando il gol del definitivo 4-1 nella sfida casalinga giocata contro il Neuchâtel Xamax ed il 7 novembre seguente ha esordito anche in Europa League nel corso dell'incontro della fase a gironi pareggiato 1-1 contro il Feyenoord.

### Nazionale
Ha giocato numerose partite con le varie nazionali giovanili svizzere.

## Statistiche
Statistiche aggiornate al 25 maggio 2024.

### Presenze e reti nei club
| Stagione          | Squadra           | Campionato        | Campionato | Campionato | Coppe nazionali | Coppe nazionali | Coppe nazionali | Coppe continentali | Coppe continentali | Coppe continentali | Altre coppe | Altre coppe | Altre coppe | Totale | Totale | Totale |
| Stagione          | Squadra           | Comp              | Pres       | Reti       | Comp            | Pres            | Reti            | Comp               | Pres               | Reti               | Comp        | Pres        | Reti        | Pres   | Reti   |        |
| ----------------- | ----------------- | ----------------- | ---------- | ---------- | --------------- | --------------- | --------------- | ------------------ | ------------------ | ------------------ | ----------- | ----------- | ----------- | ------ | ------ | ------ |
| 2018-2019         | Young Boys        | SL                | 2          | 0          | CS              | 0               | 0               |                    | -                  | -                  |             | -           | -           | 2      | 0      |        |
| 2019-2020         | Young Boys        | SL                | 17         | 1          | CS              | 3               | 1               | UCL+UEL            | 0+2                | 0                  |             | -           | -           | 22     | 2      |        |
| 2020-2021         | Young Boys        | SL                | 31         | 6          | CS              | 1               | 0               | UCL+UEL            | 1+10               | 0+2                |             | -           | -           | 43     | 8      |        |
| 2021-2022         | Young Boys        | SL                | 25         | 3          | CS              | 3               | 0               | UCL                | 8                  | 1                  |             | -           | -           | 17     | 2      |        |
| lug.-ago. 2022    | Young Boys        | SL                | 0          | 0          | CS              | 0               | 0               | UECL               | 3                  | 0                  |             | -           | -           | 3      | 0      |        |
| Totale Young Boys | Totale Young Boys | Totale Young Boys | 75         | 10         |                 | 7               | 1               |                    | 24                 | 3                  |             | -           | -           | 106    | 14     |        |
| 2022-2023         | Cambuur           | E                 | 8          | 0          | CO              | 1               | 0               |                    | -                  | -                  |             | -           | -           | 9      | 0      |        |
| 2023-2024         | San Gallo         | SL                | 12         | 0          | CS              | 0               | 0               |                    | -                  | -                  |             | -           | -           | 12     | 0      |        |
| Totale carriera   | Totale carriera   | Totale carriera   | 95         | 10         |                 | 8               | 1               |                    | 24                 | 3                  |             | -           | -           | 127    | 14     |        |

## Palmarès

### Club

#### Competizioni nazionali
- 1ª Lega: 1

Young Boys II: 2017-2018
- Campionato svizzero: 3

Young Boys: 2018-2019, 2019-2020, 2020-2021
- Coppa Svizzera: 1

Young Boys: 2019-2020